# سیارک ۱۸۵

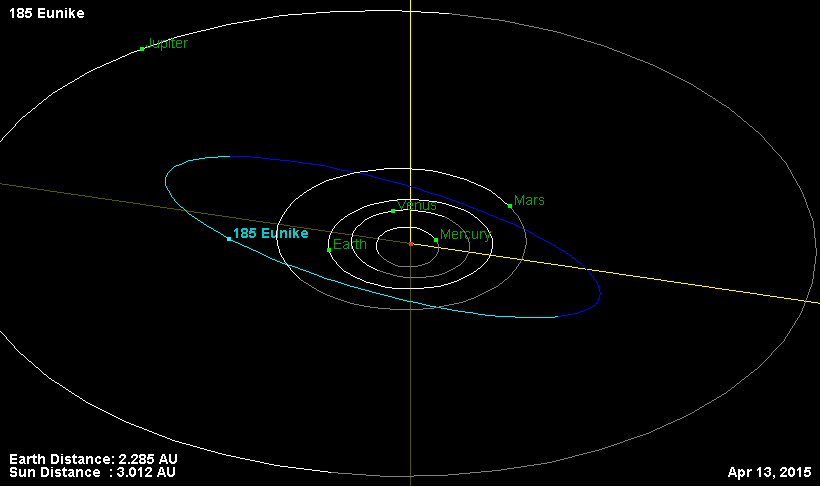
نمایی از محل قرارگیری سیارک ۱۸۵ در مدار – ۲۰۱۵

سیارک ۱۸۵ (به انگلیسی: 185 Eunike) صد و هشتاد و پنجمین سیارک کشف شده‌است که در ۱ مارس ۱۸۷۸ کشف شد.
قدر مطلق سیارک برابر ۷٫۶۲ است.